# Bunks (película)
Bunks (Campamento Zombi en Hispanoamérica) es una película canadiense difundida por Disney XD y producida por Fresh TV. Está protagonizada por Dylan Schmid, Aidan Shipley, Atticus Mitchell y Emilia McCarthy. Y está dirigida por Tibor Takács.

## Sinopsis
Cuando dos alborotadores hermanos Dylan y Dane (Dylan Schmid y Aidan Shipley), se cuelan en un idílico campamento de verano, acaban provocando que un grupo de niños rompa todas las reglas del campamento. Pero el verdadero problema empieza cuando accidentalmente desatan una maldición que hace que una historia de zombis contada en torno a una fogata cobre vida.

## Reparto

### Personajes principales
- Dylan Schmid como Dylan O 'Reilly.
- Aidan Shipley como Dane O 'Reilly.
- Emilia McCarthy como Lauren.
- Atticus Mitchell como Wookie.
- Christian Potenza como Crawl.

### Personajes secundarios
- Grant Westerholm como Hamburguesa.
- Nicholas Bode como Crepúsculo.
- Michael Levinson como Hollywood.
- Zane Davis como Niño Genio.
- Drew Davis como Sonrisas.
- Markian Tarasiuk como Brogan.
- Leigh Truant como Alice.
- Ferron Guerreiro como Jan.
- Aaron Hale como Delroy Bartfield.
- Varun Saranga como Sanjay Kumar.
- Samantha Kendrick como Mujer Sargento.

## Soundtrack
| Intérprete               | Canción           |
| ------------------------ | ----------------- |
| Jesse Labelle ft. Nixon  | One Last Night    |
| Sink To See              | For The Last Time |
| Vibrolux                 | Glitter Blues     |
| Mothboxer                | Sunrise           |
| Patrick Cooke            | Say My Name       |
| Jono Brown & Jaco Caraco | Now I’m Free      |

## Fecha de lanzamiento
- 27 de octubre de 2013 en Canadá
- 16 de junio de 2014 en Estados Unidos
- 7 de junio de 2014 en América Latina

En 2014 el director Tibor Takács anunció que estaba pensando en crear la secuela de Bunks: "La lucha contra los tiburones" que podría estrenarse a mediados de 2016.
El 11 de junio de 2014 se creó la página oficial en Facebook de Campamento Zombi exclusivamente para Latinoamérica.